# 괴연저수지
괴연저수지는 경북 영천시 괴연동에 있는 저수지이다. 1945년 축조되었고 둑 길이 160m, 높이 5.5m이다. 저수량은 6만 1천 m3이다. 댐형식은 토언제중심점토형이고, 한발빈도는 3년이다.

## 둑 붕괴 사고

### 개요
2014년 8월 21일 오전 9시, 물넘이(여수토) 및 저수지 둑이 10~30여 미터 붕괴되어 주민들이 대피하는 상황이 있었다. 같은 달 17일 일요일부터 21일까지 영천 지역에 내린 227.8mm에 달하는 폭우에 견디지 못하고 무너진 것이다. 특히 둑이 무너지기 전 3시간 사이에 약 65mm의 비가 한꺼번에 내렸다. 이에 따라 비 오기 전 저수율이 46%였지만 21일 90%까지 올라갔다. 다행히 인명 피해는 없었다. 이 사고로 인해 저수지 하류에 있는 본촌, 채신, 괴연 등 3개 마을 주민 100~500여 명이 긴급 대피하였다. 주택 20여 채가 침수되고 포도밭, 옥수수밭 등 농경지 10만 제곱미터 정도가 물에 잠겼다.100m 길이의 수로 옹벽, 도로와 가드레일도 파손되었다.

### 평가
괴연저수지는 둑이 무너지기 전, 주민들이 여러 차례 보수 요청을 했던 것으로 드러났다. 영천시 측에 따르면 2014년 5월 말, 저수지 인근 주민이 시청을 찾아 '저수지 물이 새는 것 같다'며 정비를 요청했다. 또한 지역 주민들은 '수년 전부터 보수 공사를 해달라고 꾸준히 요구해왔다'고 주장했다. 하지만 저수지는 10여 년 전에 정비가 이루어진 후 한 차례도 보수가 이루어지지 않았다. 영천시 관계자는 "B등급은 정밀안전진단 대상은 아니지만 주민들의 요구가 있어 올해 추경에 1억원 정도 예산을 잡아 점검하려고 했다"고 설명했다. 경상북도는 당해 8월 7~8일에 제 11호 태풍 할롱에 대비하여 도 내 재해취약 저수지 428개에 대한 현장점검을 실시한 바 있으나, 괴연저수지는 아예 조사 대상에서 제외되었다. 이유는 괴연저수지가 약간의 문제는 있으나 기능상 별 문제가 없는 B등급이었다는 점이다. 저수지의 내구연한은 60년이나, 괴연저수지는 만든 지 69년(2014년 기준)이나 됐다.

## 같이 보기
- 대한민국의 저수지 목록